# Annemarie Worst
Annemarie Worst, född den 19 december 1995 i Nunspeet, är en nederländsk tävlingscyklist som framför allt har haft framgångar inom cykelcross, i vilket hon blivit europamästare 2018 och vunnit UCI World Cup säsongen 2019/2020, till vilket kan läggas två silvermedaljer vid världsmästerskapen (2020 och 2021). Hon har även kört mountainbike (tre silver och två brons vid nederländska mästerskapen) och på landsväg (en etappseger i Belgien runt).

## Meriter – cykelcross

### U23
2016/2017
 U23-världsmästare
3:a vid Nederländska U23-mästerskapen

### Elit
Världsmästerskapen och de nederländska mästerskapen avgjordes i januari–februari. Europamästerskapen hölls på hösten (november). UCI World Cup, Superprestige (damklassen infördes 2015) och Trofee veldrijden består av deltävlingar spridda under säsongen. UCI:s världsranking anger ställningen vid säsongens slut i mars.
| SäsongTävling             | 2013 2014 | 2014 2015 | 2015 2016 | 2016 2017 | 2017 2018 | 2018 2019 | 2019 2020 | 2020 2021 | 2021 2022 | 2022 2023 | 2023 2024 | 2024 2025 |
| ------------------------- | --------- | --------- | --------- | --------- | --------- | --------- | --------- | --------- | --------- | --------- | --------- | --------- |
| Världsmästerskapen        | –         | –         | –         | U23       | 14        | 5         |           |           | –         | 6         | 7         | DNF       |
| Europamästerskapen        | –         | –         | –         | DNF       | 4         |           |           |           | 7         | DNF       | DNF       | –         |
| Nederländska mästerskapen | 16        | 11        | 8         | U23       |           | 6         |           | X         | 8         | 5         |           | –         |
| UCI World Cup             | –         | –         | –         | 22        | 15        |           |           | 7         | 10        | 10        | 10        | 16        |
| Superprestige             | X         | X         | –         | 20        |           |           |           | 5         |           | 7         |           | 15        |
| Trofee veldrijden         | 73        | –         | –         | 33        | 13        | 14        |           | 4         |           | 5         |           |           |
| UCI:s världsranking       | –         | –         | 356       | 25        | 16        | 4         | 2         | 3         | 6         | 8         | 8         | 28        |

X = Ej avhållen      U23 = Deltog i U23-klassen      DNF = Fullföljde ej.

## Meriter – mountainbike

### Junior
2013
2:a i cross country (XCO) vid Nederländska juniormästerskapen
8:a i cross country (XCO) vid Junior-europamästerskapen

### Elit
| 2014 2:a i cross country (XCO) vid Nederländska mästerskapen 2016 2:a i cross country (XCO) vid Nederländska mästerskapen 3:a i cross country eliminator (XCE) vid Nederländska mästerskapen | 2017 3:a i cross country (XCO) vid Nederländska mästerskapen 2018 3:a i cross country (XCO) vid Nederländska mästerskapen 2019 2:a i cross country (XCO) vid Nederländska mästerskapen |

| 2022 6:a totalt i Belgien runt Vinnare av etapp 2 2024 3:a i GP Fietsen De Geus | 2025 4:a i Eislek Gravel Luxembourg |